# Andreas Weinbecker
Andreas Weinbecker (* 1959/1960 in Bremen) ist ein ehemaliger deutscher Basketballspieler.

## Leben
Weinbecker spielte mit dem DTV Charlottenburg in der Basketball-Bundesliga, er gehörte zur Berliner Mannschaft, die 1981/82 das erste Bundesliga-Jahr der Vereinsgeschichte bestritt. Er studierte in Berlin Medizin und durchlief am Sankt Gertrauden-Krankenhaus in Berlin-Wilmersdorf seine Facharztausbildung zum Chirurgen. Drei Jahre lang betreute er darüber hinaus nebenberuflich als Mannschaftsarzt die Spieler des Basketball-Bundesligisten Alba Berlin. 1999 wurde Weinbecker am Borromäus-Hospital im niedersächsischen Leer als leitender Oberarzt der Unfallchirurgie tätig, 2000 wurde an der Freien Universität Berlin seine Doktorarbeit zum Thema „Die distale Radiusfraktur: ist ein operativ orientiertes Konzept sinnvoll?“ angenommen.
2017 übernahm der Facharzt für Chirurgie, Unfallchirurgie und Orthopädie mit den Schwerpunkten Spezielle Unfallchirurgie und Sportmedizin als Chefarzt die Leitung der Unfallchirurgie am Borromäus-Hospital. 2019 wurde von der Deutschen Kniegesellschaft als zertifizierter Kniechirurg ausgezeichnet. Dem Basketballsport blieb er neben seiner beruflichen Tätigkeit als Spieler des Vereins Fortuna Logabirum verbunden, des Weiteren nahm er mit der Altherrenmannschaft des Oldenburger TB an deutschen Meisterschaften teil und spielte für die deutsche Auswahl bei Europa- und Weltmeisterschaften.